# قرم (تعز)
قرم هي إحدى قرى الجمهورية اليمنية. تتبع جغرافيا لمحافظة تعز وإداريًا لمديرية ماوية. يبلغ تعداد سكانها 1056 نسمة حسب الإحصاء الذي أجري عام 2004.